# Obitelj Potter
Obitelj Potter se prvotno sastoji od Jamesa i Lilly (rođena Evans) Potter te njihovog sina Harryja Pottera. Lily i Jamesa je ubio Lord Voldemort 31.listopada 1981. Njihov sin Harry odlazi živjeti sa sestrom svoje majke Lily. Harry s 11 godina saznaje istinu o svojim roditeljima te da nisu umrli u prometnoj nesreći. Harry tada kreće u Hogwarts te tamo upoznaje nove prijatelje. Na svojoj trećoj godini školovanja Harry saznaje da ima kuma Siriusa Blacka kojeg ubija Bellatrix Lestrange u knjizi Red feniksa. Harry zavšava svoje školovanje u Hogwartsu sa 17 godina. 19 godine poslije Harry je u braku s Ginny Weasley te oni imaju troje djece: Jamesa Siriusa, Albusa Severusa i Lily Lunu.